# 宗谷海峡

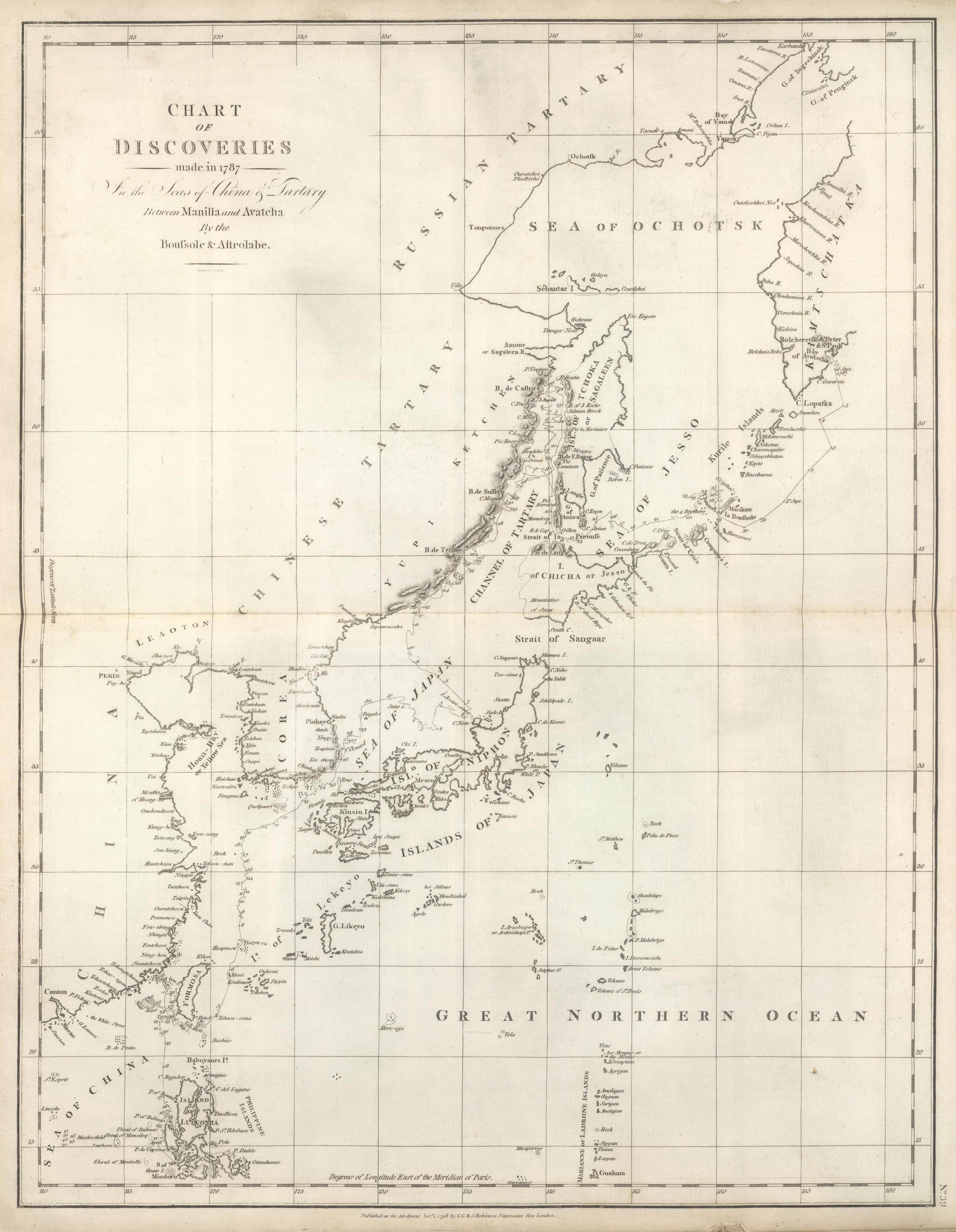
拉彼魯茲親自測繪的拉彼魯茲海峽

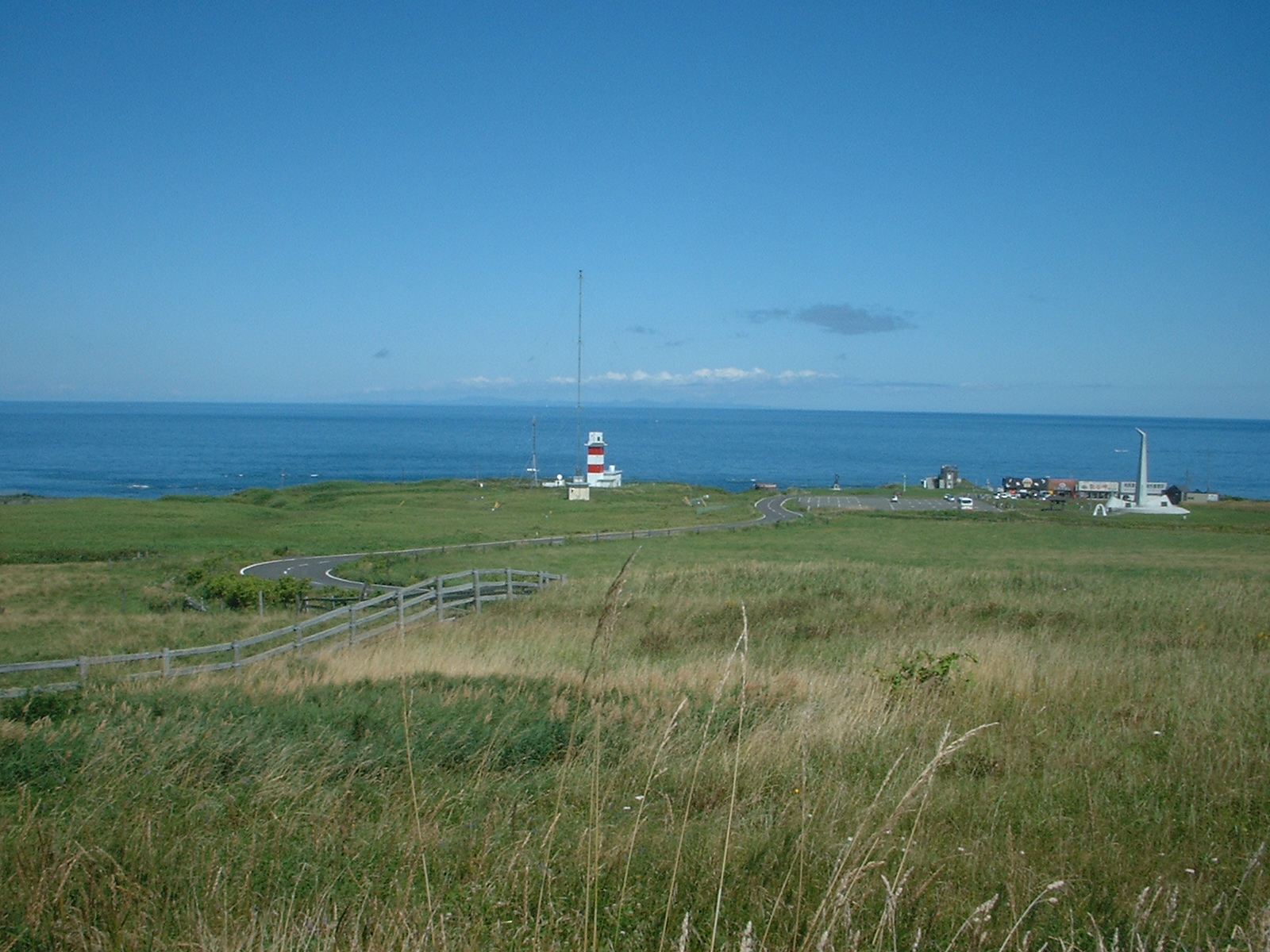
由宗谷岬附近及宗谷岬燈塔遠眺宗谷海峡

宗谷海峡（日语：／ Sōya kaikyō */?），国际通稱拉彼魯茲海峡（俄語：Пролив Лаперуза，羅馬化：Proliv Laperuza），是位於俄罗斯萨哈林岛（庫頁島）與日本北海道之間，貫通日本海與鄂霍次克海的海峽。長40（22海里），深20-40米。

## 地理
海峽最窄的部份為42（23海里），水深最深僅60公尺。其中有一個小岩石島，正確命名為奧帕斯諾斯季礁（俄語為危險的岩石）位於海峽的俄羅斯東北部水域。另一個無人小島，辯天島（日語：弁天島），靠近海峽的日本岸邊、宗谷岬北端1公里的海面，是日本現時實際控制的最北端領土。

## 歷史
1787年，法國航海家拉彼魯茲伯爵尚-佛蘭索瓦·德·加洛發現了這個海峽，並以其名命名，因此该海峡又称“拉彼魯茲海峡”。宗谷海峡的日本領海僅延伸到3海里（5.6），而不是通常的12海里（22），據說為允許裝備核武器的美國海軍軍艦和潛艇通過海峽，而不違反日本在其領土上禁止核武器的「非核三原則」。

## 外部連結
45°43′20″N 142°01′36″E / 45.72222°N 142.02667°E